# تيزين
تيزين قرية سورية تتبع ناحية مركز حماة في منطقة مركز حماة في محافظة حماة. بلغ عدد سكانها 5,072 نسمة في عام 2004 حسب إحصاء المكتب المركزي للإحصاء.
تقع إلى الغرب من مدينة حماه بـ 10 كم، على طريق حماة - مصياف، تيزين قديمة في التاريخ ذكرها الرحالة شيخ الربوة ابن أبي الطالب الدمشقي والمتوفي من 750 سنة في أحد كتبه الذي نشرته وزارة الثقافة من كتب إحياء التراث، فيها قصر مميز من العصر المملوكي يقال بأنه توأم قصر ابن وردان، يعمل غالبية أهلها بالزراعة. ونظرا لخصوبة أرضها كان مطمعا للإقطاعيين الذين استولوا على أراضيها الخصبة في ظل فساد الحكم العثماني، واغتصبوا الأرض وسجلوها باسمهم زورا وبالقوة والبطش بعد أن ضغطوا على أصحاب الأرض الأصليين ليوقعوا على صكوك بيع بالإكراه، فيها نسبة مميزة من المتعلمين الجامعيين والدراسات العليا، تعتبر قرية محافظة دينياً ويعد سكانها من العاملين بالزراعة، وتعتبر زراعيا من منطقة الاستقرار رقم واحد، يزرع في أرضها المواسم الزراعية كالقمح والذرة والقطن والخضروات والأشجار المثمرة من الفواكه الصيفية، ويوجد بها مرافق وخدمات عامة كاملة. تتبع لها عدة قرى ومزارع تُخدم منها مثل قرية متنين ومزرعة الخلوفية ومزرعة الديرية. وتعتبر من المناطق المصدرة للمنتجات الزراعية.

## وصلات خارجية
- الوحدات الإدارية في محافظة حماة نسخة محفوظة 18 أبريل 2019 على موقع واي باك مشين.